# Mbanguingar Krabe
Mbanguingar Krabe (ur. 25 stycznia 1971) – czadyjski piłkarz grający na pozycji defensywnego pomocnika. W swojej karierze rozegrał 16 meczów i strzelił 1 gola w reprezentacji Czadu.

## Kariera klubowa
W swojej karierze piłkarskiej Krabe grał w klubie AS CotonTchad. Wywalczył z nim między innymi mistrzostwo Czadu w sezonie 1995/1996.

## Kariera reprezentacyjna
W reprezentacji Czadu Krabe zadebiutował 2 sierpnia 1998 w zremisowanym 1:1 meczu kwalifikacji do Pucharu Narodów Afryki 2000 z Kongiem. Od 1998 do 2003 wystąpił w kadrze narodowej 16 razy i strzelił 1 gola.